# French Community Championships 2001
Il French Community Championships 2001 è stato un torneo femminile di tennis giocato sulla terra rossa. È stata la 3ª edizione del torneo, che fa parte della categoria Tier IV nell'ambito del WTA Tour 2001. Si è giocato a Knokke-Heist in Belgio, dal 16 al 22 luglio 2001.

## Campioni

### Singolare
Iroda Tulyaganova ha battuto in finale  Gala León García con il punteggio di 6–2, 6–3

### Doppio
Virginia Ruano Pascual /  Magüi Serna hanno battuto in finale  Ruxandra Dragomir /  Andreea Vanc con il punteggio di 6–4, 6–3